# Białko Tamma-Horsfalla
Białko Tamma-Horsfalla, uromodulina (ang. Tamm-Horsfall protein, THP) – białko człowieka wydzielane przez komórki kanalików dalszych nefronu, główny składnik wałeczków w osadzie moczu. Opisane zostało po raz pierwszy przez Igora Tamma i Franka Lappina Horsfalla w 1950 roku.
Gen uromoduliny znajduje się na krótkim ramieniu chromosomu 16. Masa cząsteczkowa monomeru białka Tamma-Horsfalla wynosi około 68 kDa, w środowisku zasadowym jego rozpuszczalność jest większa. Przy niskim pH tworzy żel.
Funkcje białka są ciągle przedmiotem badań; stwierdzono, że wiąże się ono z antygenami E. coli, uniemożliwiając trwałe przyleganie tej bakterii do nabłonka dróg moczowych.